# 圣伊撒伯尔堂 (纽伦堡)

圣伊撒伯尔堂

圣伊撒伯尔堂（Elisabethkirche）是纽伦堡的一座天主教教堂，与新教的圣雅各堂同位于圣雅各广场。

## 历史
1209年，条顿骑士团在纽伦堡创办了一个医院和一个小教堂。1235年，此堂祝圣，敬礼圣伊撒伯尔。宗教改革后，此堂成为新教城市纽伦堡唯一的天主教堂。17世纪该堂由于信徒增加，曾寻求扩建，遭到市议会否决。直到1780年才获同意，但不允许竖立钟楼。1784年，老堂拆除。1785年5月19日奠基。但是在1806年，尚未完成的教堂作为条顿骑士团产业被没收。1885年，天主教班贝格总教区收购此教堂，于1899年继续工程，到1903年完成。2008年，此堂再度归属条顿骑士团。 